# Gustavo Teixeira
Gustavo Teixeira (26 dicembre 1908 – 1º gennaio 1987) è stato un calciatore portoghese, di ruolo difensore.

## Carriera

### Club
Ha sempre giocato nel campionato portoghese.

### Nazionale
Ha collezionato 10 presenze con la maglia della Nazionale, di cui 9 da capitano.

## Statistiche

### Presenze e reti in Nazionale
| Cronologia completa delle presenze e delle reti in nazionale ― Portogallo | Cronologia completa delle presenze e delle reti in nazionale ― Portogallo | Cronologia completa delle presenze e delle reti in nazionale ― Portogallo | Cronologia completa delle presenze e delle reti in nazionale ― Portogallo | Cronologia completa delle presenze e delle reti in nazionale ― Portogallo | Cronologia completa delle presenze e delle reti in nazionale ― Portogallo | Cronologia completa delle presenze e delle reti in nazionale ― Portogallo | Cronologia completa delle presenze e delle reti in nazionale ― Portogallo |
| Data                                                                      | Città                                                                     | In casa                                                                   | Risultato                                                                 | Ospiti                                                                    | Competizione                                                              | Reti                                                                      | Note                                                                      |
| ------------------------------------------------------------------------- | ------------------------------------------------------------------------- | ------------------------------------------------------------------------- | ------------------------------------------------------------------------- | ------------------------------------------------------------------------- | ------------------------------------------------------------------------- | ------------------------------------------------------------------------- | ------------------------------------------------------------------------- |
| 8-6-1930                                                                  | Deurne                                                                    | Belgio                                                                    | 2 – 1                                                                     | Portogallo                                                                | Amichevole                                                                | -                                                                         |                                                                           |
| 5-5-1935                                                                  | Lisbona                                                                   | Portogallo                                                                | 3 – 3                                                                     | Spagna                                                                    | Amichevole                                                                | -                                                                         | cap.                                                                      |
| 26-1-1936                                                                 | Porto                                                                     | Portogallo                                                                | 2 – 3                                                                     | Austria                                                                   | Amichevole                                                                | -                                                                         | cap.                                                                      |
| 27-2-1936                                                                 | Lisbona                                                                   | Portogallo                                                                | 1 – 3                                                                     | Germania                                                                  | Amichevole                                                                | -                                                                         | cap.                                                                      |
| 28-11-1937                                                                | Vigo                                                                      | Spagna                                                                    | 1 – 2                                                                     | Portogallo                                                                | Amichevole                                                                | -                                                                         | cap.                                                                      |
| 9-1-1938                                                                  | Lisbona                                                                   | Portogallo                                                                | 4 – 0                                                                     | Ungheria                                                                  | Amichevole                                                                | -                                                                         | cap.                                                                      |
| 30-1-1938                                                                 | Lisbona                                                                   | Portogallo                                                                | 1 – 0                                                                     | Spagna                                                                    | Amichevole                                                                | -                                                                         | cap.                                                                      |
| 24-4-1938                                                                 | Francoforte sul Meno                                                      | Germania                                                                  | 1 – 1                                                                     | Portogallo                                                                | Amichevole                                                                | -                                                                         | cap.                                                                      |
| 1-5-1938                                                                  | Milano                                                                    | Portogallo                                                                | 1 – 2                                                                     | Svizzera                                                                  | Qual. Mondiali 1938                                                       | -                                                                         | cap.                                                                      |
| 6-11-1938                                                                 | Losanna                                                                   | Svizzera                                                                  | 1 – 0                                                                     | Portogallo                                                                | Amichevole                                                                | -                                                                         | cap.                                                                      |
| Totale                                                                    |                                                                           | Presenze                                                                  | 10                                                                        |                                                                           | Reti                                                                      | 0                                                                         |                                                                           |